# ترگه سیالکوت
ترگه سیالکوت (به انگلیسی: Targa) یک منطقهٔ مسکونی در پاکستان است که در پنجاب واقع شده‌است. ترگه سیالکوت ۲۴۰ متر بالاتر از سطح دریا واقع شده‌است.